# Cantonul Les Trois-Îlets
Cantonul Les Trois-Îlets este un canton din arondismentul Le Marin, Martinica, Franța.

## Comune
| Comune          | Populație (1999) | Cod poștal | Cod INSEE |
| --------------- | ---------------- | ---------- | --------- |
| Les Trois-Îlets | 7.664            | 97229      | 97231     |